# 岩本亮
岩本 亮（いわもと りょう、1985年1月20日 - ）は、日本のラグビー選手。

## プロフィール
- 佐賀県出身[1]。
- ポジションはプロップ(PR)。
- 身長 180cm、体重 105kg

## 来歴
2003年、佐賀工業高校卒業後、東海大学に入る。
2007年、東海大学卒業後、コカ･コーラウエストレッドスパークス（現・コカ･コーラレッドスパークス）に加入。
2011年11月5日に行われたジャパンラグビートップリーグ第2節の東芝ブレイブルーパス戦に途中出場で公式戦初出場を果たした。
2017年、コカ・コーラレッドスパークスを退団した。